# Sabin Manuilă
Sabin Manuilă (n. 19 februarie 1894, Păuliș, România – d. 20 noiembrie 1964, New York City, New York, SUA) a fost medic, demograf și statistician român, lector universitar la Institutul de Anatomie Patologică din Cluj, director al Institutului Central de Statistică din București, membru al Academiei de Științe din România și membru corespondent al Academiei Române.
Ca biopolitician și geopolitician, Manuilă a pledat pentru consolidarea României Mari prin eugenie, colonizări (cum ar fi cu aromâni, meglenoromâni sau vlahi), schimburi de populație, asimilaționism sau politici discriminatorii.

## Biografie

### Viață timpurie, educație
Sabin Manuilă s-a născut în satul transilvănean Sâmbăteni, județul Arad, în data de 19 februarie 1894, descendent al unei familii de cărturari. Tatăl său, Fabrițiu a fost protopop la Sâmbăteni, iar unchiul său este ilustrul Vasile Goldiș (1862 - 1934). 
A studiat la liceul din Arad și liceul din Brașov, pe care l-a absolvit în anul 1912.  În 1919 a absolvit Facultatea de Medicină din Budapesta unde, în timpul studenției a fost membru al Societății Academice Petru Maior, prilej cu care a reprezentat această asociație la Marea Adunare Națională de la Alba Iulia din 1 decembrie 1918.
În anul 1920 s-a căsătorit cu Veturia Leucuția (1896 - 1989), absolventă a aceleiași facultăți și delegată la Marea Adunare Națională.
Între anii 1925-1926 și-a facut stagiul in S.U.A. la The Johns Hopkins University, School of Hygiene and Public Health, ca bursier al Fundației Rockefeller.

### Revenirea în țară
La întoarcerea în țară, în anul 1927, se stabilește în București.

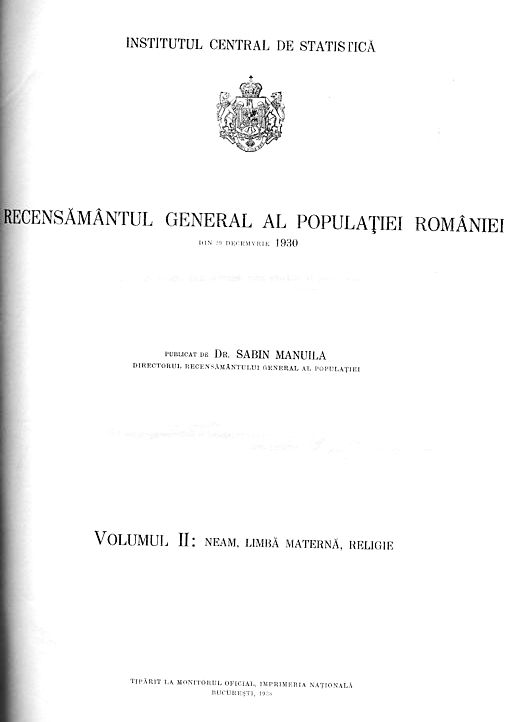
Foaia de titlu a rezultatelor recensământului din 1930, cu menționarea lui Sabin Manuilă, Monitorul Oficial, București 1938

În anul 1929 a participat, în comuna Drăguș, la cercetarea monografică a Institutului Social Român, condusă de profesorul Dimitrie Gusti.
Sabin Manuilă a fost colaborator al lui Victor Babeș. Doctor în medicină al Universității din Cluj, în 1938 a devenit la 44 de ani membru corespondent al Academiei Române. Sabin Manuilă a fost șef de secție al Institutului de Igienă și Sănătate Publică, secretar general al Ministerului Sănătății și Ocrotirilor Sociale din România (1936), director al Institutului de Demografie și Recensământ, vicepreședinte al Societății Regale a Eredității, întemeietorul Institutului Central de Statistică și conducător al Secției de Statistică din cadrul Institutului Social Român.
Personalitate științifică de talie internațională, a fost membru al Institutului Internațional de Sociologie, al Institutului Internațional de Statistică și membru în diferite comitete ale Ligii Națiunilor. În perioada Loviturii de stat din 23 august 1944, era director general al Institutului Central de Statistică. A fost unul din apropiații lui Iuliu Maniu, împărtășind ideile politice ale Partidului Național-Țărănesc. La propunerea acestuia, după lovitura de stat de la 23 august, Sabin Manuilă a fost numit la 13 septembrie 1944 în funcția de subsecretar de Stat pentru reorganizarea Statului, pe lângă Președinția Consiliului de Miniștri.

### Ultimii ani (1948-1964)
În 1948, concomitent cu arestarea personalităților vechiului regim,  Manuilă s-a temut de elucidarea relațiilor sale și, cu deosebire, ale soției sale, Veturia, cu Ion Antonescu și reușește să se refugieze la New York, S.U.A. A colaborat cu Fundația Iuliu Maniu și în special cu Comitetul Național Român, pentru a ajuta refugiații din România. 
În Statele Unite, a lucrat pentru Institutul de Cercetări Alimentare (The Institute for Food Research) al Universității Stanford, contribuind substanțial la studiul intitulat Economia agricolă a țărilor danubiene: 1935 – 1945. Ulterior, a devenit consilier al Biroului American de Statistică (US Bureau of Census) din Washington, apoi a devenit membru în Comisia de Populație a Ligii Națiunilor Unite (ulterior Organizația Națiunilor Unite - ONU), membru al Institutului Regal Olandez de Statistică de la Haga, consultant al Organizației Mondiale a Sănătății, vicepreședinte al Uniunii Internaționale pentru Studiul populației cu sediul la Berlin.
Sabin Manuilă s-a stins din viață în New York, în data de 20 noiembrie 1964. În memoria sa, la solicitarea directorului școlii generale din Sâmbăteni, înființată în 1786, în 1 septembrie 2008, școala a fost numită Școala Generală Sabin Manuilă Sâmbăteni.

## Activitatea științifică
Sabin Manuilă a fost membru corespondent al Academiei de Științe din România începând cu 4 iunie 1937 și membru titular începând cu 3 iunie 1941. Activitatea științifică a lui Sabin Manuilă este impresionantă. Deși a avut contribuții în domeniul medicinei și igienei sociale, Sabin Manuilă este cunoscut mai ales în calitate de demograf.
În calitate de bursier al Fundației Rockefeller, a primit sprijin financiar din partea acestei fundații pentru organizarea și realizarea primului recensământ din România. De asemenea, a fost coordonator al recensământului din 1941 și colaborator al lui Dimitrie Gusti în redactarea lucrării de mare anvergură Recensământul populației României (1930, în 9 volume). Printre cele mai cunoscute studii demografice ale sale se numără Populația României (1937) și Structura evoluției populației rurale. Sabin Manuilă este considerat a fi organizatorul statisticii științifice în România. Studiile sale privind compoziția etnică a Transilvaniei și perspectiva raporturilor cu populația maghiară reprezintă un model de cercetare științifică statistică. El a sesizat tendința de creștere a ponderii populației românești, ca o consecință directă a fertilității mai ridicate decât cea a minoritarilor, maghiari și germani. De asemenea, a sesizat și procesul de românizare a centrelor urbane.

## Activitate politică
Sabin Manuilă a făcut parte din delegația română la Conferința de la Turnu Severin, pentru tratative cu reprezentanții guvernului ungar în chestiunea Transilvaniei și apoi din delegația participantă la Arbitrajul de la Viena. Sabin Manuilă este acela care a propus un schimb de populație cu ajustarea corespunzătoare a frontierei. A urmat arbitrajul de la Viena, acceptat de regele Carol al II-lea și de guvern, în urma căruia, România a pierdut aproape jumătate din Transilvania, împreună cu o numeroasă populație românească. Referindu-se la Transilvania, Sabin Manuilă afirma:
| “ | Minoritatea maghiară din Transilvania este revendicată (de Ungaria) pe temeiul unor drepturi etnice. Dar aceste drepturi etnice nu pot fi valorificate fără a se călca în picioare drepturile etnice mult mai mari ale românilor. Nici un județ nu poate fi luat din Transilvania fără a se lua cu el populație românească care constituie majoritate absolută, oriunde s-ar încerca o astfel de operațiune. | ” |

Adept al eugeniei, el susținea sterilizarea obligatorie a romilor.
În cel de-al doilea război mondial, Manuilă a fost consilier al lui Ion Antonescu, susținând legislația antisemită și făcând antițigănismul o politică oficială a României. A fost unul dintre primii intelectuali români care să susțină deportarea evreilor români și a romilor în Guvernământul Transnistriei. În 1944 a devenit un oponent al lui Antonescu, participând la lovitura de stat de la 23 august.

## Studii demografice

Recensământul General al României din 1941, la 6 prilie - Date sumare provizorii, Institutul Central de Statistică, București, 1944
Harta demografică a României Mari după Dictatul de la Viena (1941)

Precedentul schimbului de populație între Grecia și Turcia de la începutul anilor 1920 - aprobat de Liga Națiunilor și consfințit prin Tratatul de la Lausanne din 30 ianuarie 1923, schimb considerat un mare succes, în sensul că a pus capăt conflictului dintre cele două țări - era des invocat în perioada interbelică. În anii celui de-al doilea război mondial, ideea creării unor state omogene etnic a fost împărtășită de guvernele și în general de elita politică a tuturor țărilor din Europa Central-Orientală, indiferent de opțiunea ideologică, cum o demonstrează interesul care a existat în aceste țări pentru omogenizarea etnică, precum și amploarea mișcărilor forțate de populație care s-au petrecut aici între 1939 și sfârșitul anilor 1940. Purificarea etnică a fost una dintre ideile dominante ale epocii.
Percepția asupra problemei minoritare s-a schimbat însă în mod radical în anul 1940. România a trecut în acel an printr-o experiență dramatică. A fost victima aranjamentelor teritoriale făcute în spațiul lor de hegemonie de către Germania nazistă și Uniunea Sovietică. În condițiile internaționale din vara anului 1940, România a pierdut aproximativ o treime din teritoriu și populație. Provinciile pierdute – Basarabia și nordul Bucovinei, ocupate de U.R.S.S. în urma notelor ultimative din 26 și 28 iunie 1940; nordul Transilvaniei, intrat în stăpânirea Ungariei în urma celui de-al doilea Arbitraj de la Viena (30 august 1940); Cadrilaterul, cedat Bulgariei prin tratatul de la Craiova (7 septembrie 1940) – erau teritorii unde trăiau puternice minorități etnice românești. Revendicarea acestor teritorii de către țările vecine s-a făcut și în numele principiului etnic.
Începând cu momentul dezmembrării României Mari, considerând că această situație nu poate dura, Sabin Manuilă a început să studieze datele etnice ale teritoriului national, nu numai pentru a demonstra majoritatea elementului românesc în teritoriile cedate, dar și prin prisma realizării unei viitoare omogenități etnice, prin schimbul de populație cu țările vecine.

### StudiulPolitica de populație
Între anii 1940 – 41, Sabin Manuilă a elaborat mai multe studii având drept obiect politica demografică. Aceste studii, care poartă denumirea generică de Politica de populație, au fost elaborate la cererea guvernului antonescian, în scopul de a stabili liniile directoare ale politicii demografice a statului român. Într-unul din aceste studii, datând din 19 decembrie 1940, Sabin Manuilă atrage atenția asupra celor 5 milioane de români care trăiesc în afara țării, inclusiv cei din regiuni care nu pot fi revendicate niciodată de România. În viziunea autorului, cadrul general al schimbului de populație ar trebui să fie teritoriul României, cel cu granițele de dinainte de amputările teritoriale din 1940. În cazul celorlalte minorități naționale, altele decât cele cu tendințe centrifugale(maghiarii, secuii), respectiv evreii și romii, aceștia neputând face obiectul unui schimb de populație, neavând un stat propriu, Manuilă vorbește despre un așa-zis transfer unilateral de populație, fără însă a oferi vreo soluție sau a explica în ce constă această operațiune, menționând că această problemă va face obiectul unui studiu separat. Cu foarte mici excepții, studiile demografice ale lui Sabin Manuilă se circumscriu spațiului românesc. Autorul nu preconizează alipirea de noi teritorii la teritoriul național, ci doar recuperarea teritoriilor și populației românești răpite prin ultimatumurile sovietice și prin arbitrajul de la Viena. De asemenea, nu are în vedere nici anexarea Transnistriei, unde exista de asemenea o populație românească, nici a Banatului sârbesc, așa cum au propus unii în epocă. Proiectul lui Sabin Manuilă nu este rasist, iar în formularea lui nu există nici un element genocidal, el neurmărind altceva decât de a asigura românilor o legitimitate 100% pentru granițele țării. Studiile lui Manuilă aveau menirea de a pune în gardă guvernul României asupra încercărilor Ungariei de a prezenta recuperarea Basarabiei și Bucovinei de Nord, drept o extindere a teritoriului, un fel de compensație pentru pierderea Transilvaniei de Nord, fără a mai vorbi despre propunerile maghiare ca România să se extindă spre est până la Bug, în schimbul întregii Transilvanii.

### StudiulManuilă – Filderman
Un alt studiu important al lui Sabin Manuilă este intitulat Evoluția numerică regională a populației evreiești din România și acoperă perioada dintre anul 1930 și sfârșitul celui de-al doilea război mondial. Studiul a fost prezentat pentru prima dată la Congresul Mondial al Institutului Internațional de Statistică de la Stockholm, în 1957. Ulterior, a fost publicat la Roma și New York. Acest studiu este cu atât mai remarcabil cu cât cei doi autori erau cei mai calificați pentru a se pronunța asupra subiectului demografiei populației evreiești din România în timpul celui de-al doilea război mondial. Dr. Wilhelm Filderman a fost liderul Uniunii Comunităților Evreiești din România în timpul războiului, cât și președinte al Comitetului Reunit de Distribuție și a fost chiar și el trimis în centrele de concentrare din Transnistria, pentru trei luni. De asemenea, dr. Sabin Manuilă, în calitate de Director General al Institutului Central de Statistică din București. Acest studiu, ale cărui rezultate au fost neglijate de istorici timp de jumătate de secol, a fost scos la iveală prin grija istoricului Kurt W. Treptow, la Fundația Culturală Română (Iași, 1994), cu o introducere de Larry Watts., textul integral al studiului fiind reluat în presa centrală. Retipărirea acestui studiu a suscitat proteste vehemente din partea istoricului evreu Jean Ancel (1940 - 2008). Dl. Ancel susține că studiul este o escrocherie, argumentând că soția lui Manuilă, Veturia, ar fi fost prietenă cu Maria Antonescu, soția mareșalului, că Manuilă ar fi fost om de casă al mareșalului, că la data prezentării studiului, Filderman ar fi fost bolnav deja de Alzheimer, etc. A afirmat că studiul ar reprezenta un fel de serviciu adus memoriei mareșalului Antonescu. Jean Ancel afirmă că Manuilă a omis datele furnizate de Filderman, amintind doar de ele, și că s-ar găsi în posesia manuscrisului original al lui Filderman, pe care îl pune la dispoziția persoanelor interesate, pentru a verifica cele afirmate de dânsul. Timp de 50 de ani de la publicarea studiului, nimeni nu a contestat informațiile din text, inclusiv Wilhelm Filderman. Colaborarea dintre Sabin Manuilă și Wilhelm Filderman a început în 1954, dată la care Filderman era perfect sănătos, în 1956 tipărind împreună o primă versiune a studiului.  Acesta, deși a susținut că se află în posesia versiunii Filderman, nu a publicat-o niciodată, și nici nu a apărut vreun indiciu că ar exista o astfel de versiune. Studiile lui Manuilă au fost folosite de negaționiști ai Holocaustului, cum ar fi Gheorghe Buzatu.
Manuscrisul original al studiului se găsește în Hoover Institution Archives Stanford, California 94305-6010.. Despre acesta se afirmă:
„Also, his paper "Regional Development of the Jewish Population in Romania" is considered among the most reliable statistical data regarding the Jewish population of Romania.”
De altfel, Jean Ancel, unul din redactorii principali ai Raportului Final al Comisiei Internaționale pentru studierea Holocaustului în România (2004), deși în raport are numai cuvinte de laudă pentru dr. Sabin Manuilă, în special pentru mobilizarea a numeroși intelectuali evrei (2800) la Institutul Central de Statistică, amintește de studiul Manuilă - Filderman doar într-o notă de subsol, fără a-l contrazice în nici un fel, amintind de acest studiu într-un cu totul alt context.

## Diverse
Începând cu 1 septembrie 2008, la solicitarea directoarei, prof. Cornelia Foster, școala din Sâmbăteni a fost numită Școala Generală Sabin Manuilă Sâmbăteni. Un parc al comunei precum și o stradă în Timișoara poartă numele lui Sabin Manuilă.
Istoricul Jean Ancel susține că Sabin Manuilă a avut o orientare rasistă și că a spionat în favoarea Statelor Unite ale Americii. Capitolul la care se face referință anterior se referă la colaborarea lui Sabin Manuilă cu cercetătorul german Wilfried Krallert, în legătură cu maghiarizarea etnicilor germani din nord-vestul Transilvaniei. Wilfried Krallert i-a înmânat lui Manuilă o hartă de o importanță excepțională, alcătuită de savanții germani, o hartă a componenței etnice a nordului Transilvaniei, întocmită la ordinul guvernului de la Berlin. Această hartă va fi folosită la Convorbirile de Pace de la Paris din 1946 pentru restabilirea drepturilor legitime ale României asupra teritoriului cedat prin Arbitrajul de la Viena. Afirmațiile de mai sus, atribuite lui Jean Ancel, nu se regăsesc în textul citat. Afirmația însă, oarecum diferită (în slujba americanilor), apare în memoriile lui Radu Lecca, publicate sub numele Eu i-am salvat pe evreii din România:
„În 1944 s-a dovedit că Sabin Manuilă și mulți dintre evreii care lucrau cu el erau în slujba spionajului american.(p.235) […] Killinger îmi vorbise în două rânduri despre acest Manuilă, care era rudă cu Mihai Popovici, și despre care el, Killinger, fusese informat atât de la Berlin cât și de la Abwehr că ar fi în serviciul americanilor. (p.286)”